# ヤヨイ化学工業
ヤヨイ化学工業株式会社（ヤヨイかがくこうぎょう）は、富山県高岡市に本社を置く澱粉系接着剤や補修剤などの製造･販売を行う企業である。

## 製品
- ルーアマイルド[3]
- ルーアコーター
- ペネット[3]
- メジ・ピタ[3]
- アースタック
- シーアップ[3]
- アタッチ
- レベロン
- アドウォール[3]

## 番組提供
- ヤヨイ化学 presents とにかく壁紙の話（2016年9月30日 - ）TBSラジオ・たまむすび内コーナー

過去
- 伊東家の食卓　（日本テレビ系）
- Theサンデー → TheサンデーNEXT　（日本テレビ系）
- 関西テレビ制作火曜夜10時枠の連続ドラマ（関西テレビ・フジテレビ系）